# Emilio Segrè

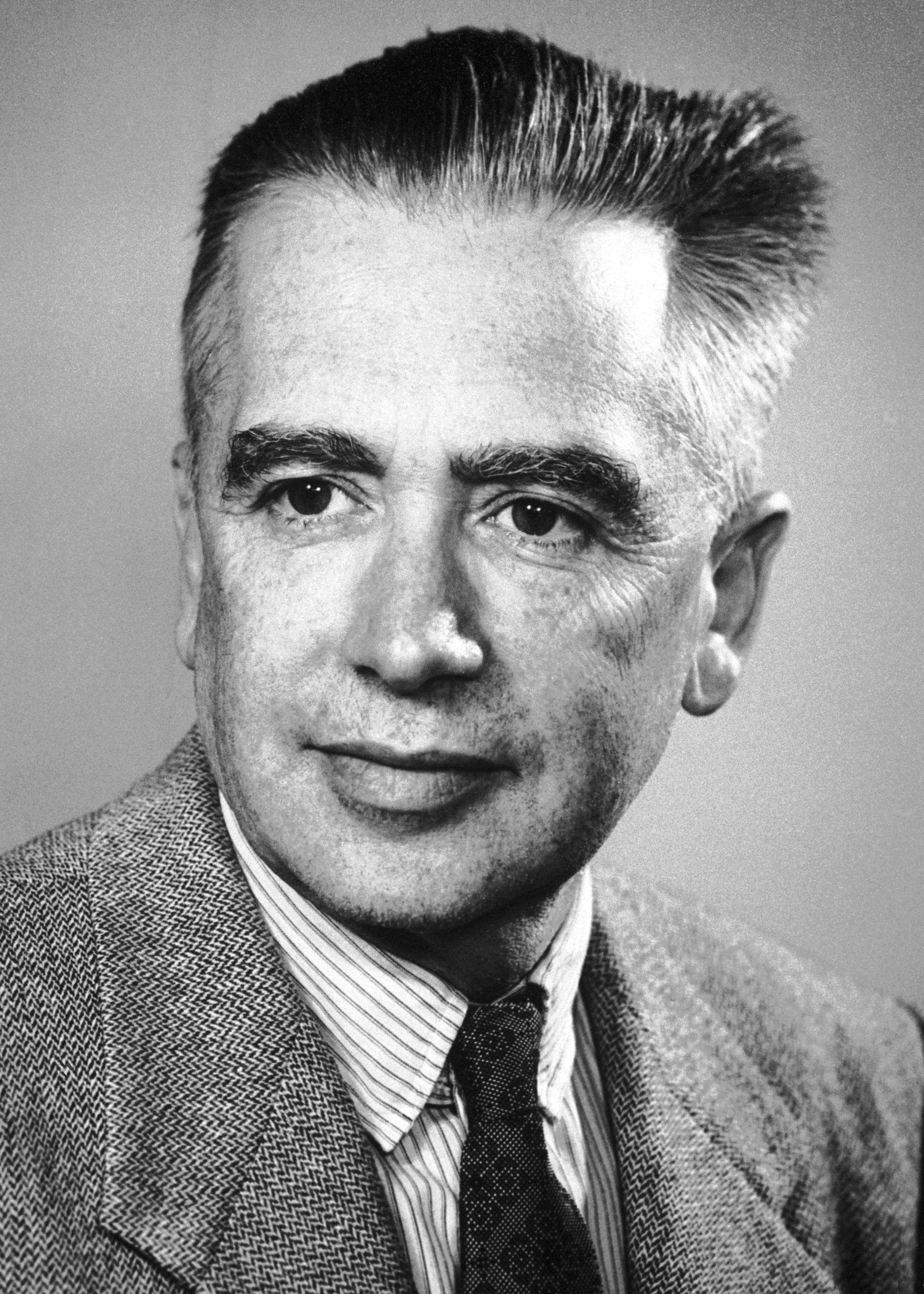
Emilio Segrè (1959)

Emilio Gino Segrè (* 1. Februar 1905 in Tivoli, Italien; † 22. April 1989 in Lafayette, Kalifornien) war ein italienisch-amerikanischer Physiker. Segrè gelang 1937 der erste unumstrittene Nachweis des Elements Technetium. Im Jahr 1938 war er wegen antisemitischer Gesetze der italienischen Faschisten zur Auswanderung in die USA gezwungen; 1940 war er dort beteiligt an der Entdeckung des Elements Astat. Ab 1941 arbeitete er am Manhattan-Projekt zur Entwicklung der Atombombe in Los Alamos. Er erhielt 1959 zusammen mit Owen Chamberlain den Physik-Nobelpreis „für ihre Entdeckung des Antiprotons“.

## Leben
Segrè wurde in Tivoli geboren und schrieb sich an der Universität La Sapienza in Rom für Ingenieurwissenschaften ein. 1927 wechselte er zur Physik und schloss 1928 seine Studien mit der Promotion unter Enrico Fermi ab.
Nach seiner Armeezeit 1928/29 arbeitete er 1930 mit Otto Stern in Hamburg und Pieter Zeeman in Amsterdam als Rockefeller Stipendiat. 1932 wurde er Assistenzprofessor für Physik in Rom und blieb dort bis 1936, als er Professor und Direktor des Physikalischen Instituts der Universität Palermo wurde (bis 1938).
Nach einem Besuch bei Ernest O. Lawrence im Strahlenlabor der University of California, Berkeley 1937 erhielt er einen Molybdän-Streifen aus dem Zyklotron-Deflektor mit ungewöhnlichen radioaktiven Emissionen. Nach chemischer und theoretischer Analyse konnte Segrè mit Carlo Perrier zeigen, dass es sich um ein unentdecktes chemisches Element handelte, dem er den Namen Technetium gab. Es war das erste künstlich erzeugte Element, von dem es keine natürlichen Vorkommen gibt.
Während eines Sommeraufenthalts Segrès in Kalifornien 1938 erließen Mussolinis Faschisten in Italien antisemitische Rassengesetze, die Juden aus Universitätspositionen ausschlossen. Als Jude war Segrè damit zur Emigration aus Italien gezwungen und blieb in den USA. Lawrence verschaffte ihm eine Anstellung als Assistent im Strahlenlabor von Berkeley für 300 US-Dollar monatlich, für den Entdecker eines neuen Elements freilich eine sehr niedrige Position. Da Segrè gesetzlich an Kalifornien gebunden war, verringerte Lawrence dessen Gehalt auf 116 US-Dollar. Segrè fand parallel dazu eine Anstellung als Lecturer an der University of California, Berkeley. In Berkeley war Segrè an der Entdeckung des Elements Astat sowie des Plutonium-Isotops 239 beteiligt, welches später in der Atombombe, die auf Nagasaki abgeworfen wurde, Verwendung fand.
Von 1943 bis 1946 arbeitete Segrè am Manhattan-Projekt des Los Alamos National Laboratory als Gruppenleiter mit. 1944 wurde er Bürger der Vereinigten Staaten. Er kehrte 1946 als Physikprofessor nach Berkeley zurück, was er bis 1972 blieb. 1974 nahm er in Rom eine Professur für Kernphysik an.

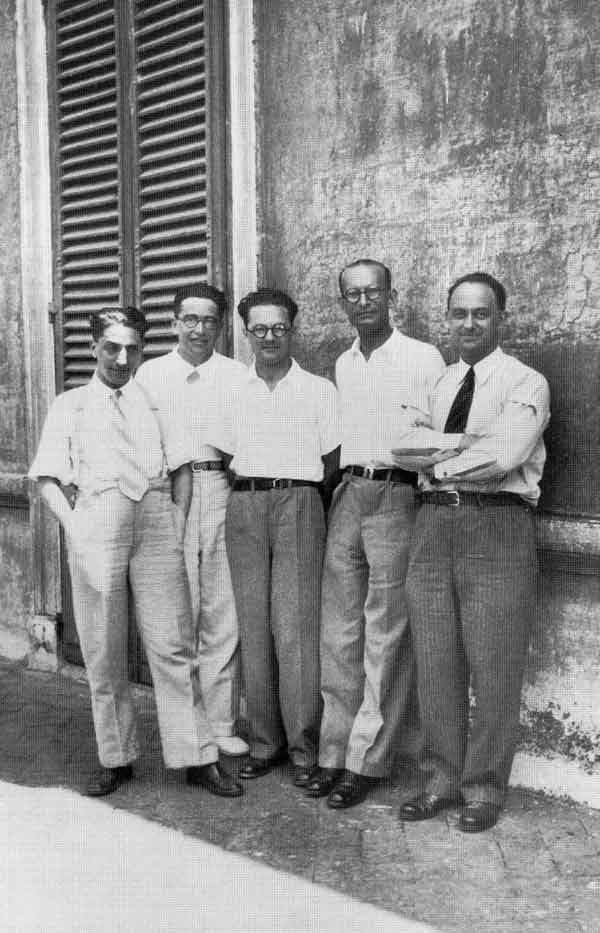
Die Physikgruppe um Enrico Fermi im Hof des Instituts für Physik (Via Panisperna) in Rom 1934 oder kurz danach, von links: Oscar D’Agostino, Emilio Segrè, Edoardo Amaldi, Franco Rasetti, Enrico Fermi

Da er ein begeisterter Hobbyfotograf war und viele Persönlichkeiten der Wissenschaft porträtierte, wurde das Fotoarchiv "Emilio Segrè Visual Archives" (siehe Weblinks) des American Institute of Physics nach ihm benannt.
Segrè starb im Alter von 84 Jahren an einem Herzanfall.
Sein Neffe ist der Physiker Gino Claudio Segrè.

## Mitgliedschaften
1941 wurde Segrè Fellow der American Physical Society. 1952 wurde er in die National Academy of Sciences und 1963 in die American Philosophical Society gewählt, 1973 wurde er in die American Academy of Arts and Sciences aufgenommen.

## Auszeichnungen (Auswahl)
- 1953: August-Wilhelm-von-Hofmann-Denkmünze der Gesellschaft Deutscher Chemiker[4]
- 1955: Cannizzaro-Medaille der Accademia dei Lincei[4]
- 1959: Nobelpreis für Physik der Königlich Schwedischen Akademie der Wissenschaften

## Veröffentlichungen
- Die großen Physiker und ihre Entdeckungen:
  - Band 1: Von den fallenden Körpern zu den elektromagnetischen Wellen (From Falling Bodies to Radio Waves). Piper, München 1986, ISBN 3-492-11174-2 (Original Freeman, San Francisco 1984),
  - Band 2: Von den Röntgenstrahlen zu den Quarks (From X-Rays to Quarks). Piper, München 1984, ISBN 3-492-02566-8, (Original Freeman, San Francisco 1980).
- A Mind always in motion. University of California Press 1993 (Autobiographie, frei zugängliche Online-Version).
- Nuclei and Particles. An introduction to nuclear and subnuclear physics. Benjamin 1964, 2. Auflage 1977.
- Enrico Fermi, physicist. University of Chicago Press 1970.
- Hrsg.: Experimental nuclear physics. 3 Bände, Wiley 1953–1959.